# Mesrop Habozian
Mesrop Habozian CMV (armenisch Մեսրոպ Հապոզեան; * 18. Oktober 1887 in Chotordschur, Osmanisches Reich; † 30. Oktober 1974 in Wien) war ein armenisch-katholischer Ordensgeistlicher und Generalabt der Mechitaristen von Wien.

## Leben
Mesrop Habozian trat der Ordensgemeinschaft der Mechitaristen von Wien bei und wurde am 8. Dezember 1904 eingekleidet. Er legte am 10. Juni 1906 die Profess ab und empfing am 12. Februar 1911 in Wien das Sakrament der Priesterweihe. Später lehrte er Mathematik und Philosophie am Hausstudium der Mechitaristen. Zudem fungierte er als Ökonom und leitete die Klosterbibliothek.
1931 wurde Habozian zum Generalabt der Mechitaristen von Wien gewählt. Papst Pius XII. ernannte ihn am 9. Mai 1942 zudem zum Titularerzbischof von Camachus. Der Erzbischof von Wien, Theodor Kardinal Innitzer, spendete ihm am 13. September desselben Jahres in der Mechitaristenkirche in Wien die Bischofsweihe; Mitkonsekratoren waren die Weihbischöfe in Wien, Ernst Seydl und Franz Kamprath. Habozian nahm an der zweiten, dritten und vierten Sitzungsperiode des Zweiten Vatikanischen Konzils teil.
1971 trat Habozian als Generalabt der Mechitaristen von Wien zurück. Er starb im Oktober 1974 in Wien.